# مخبز ف. أ. كيندي البخاري

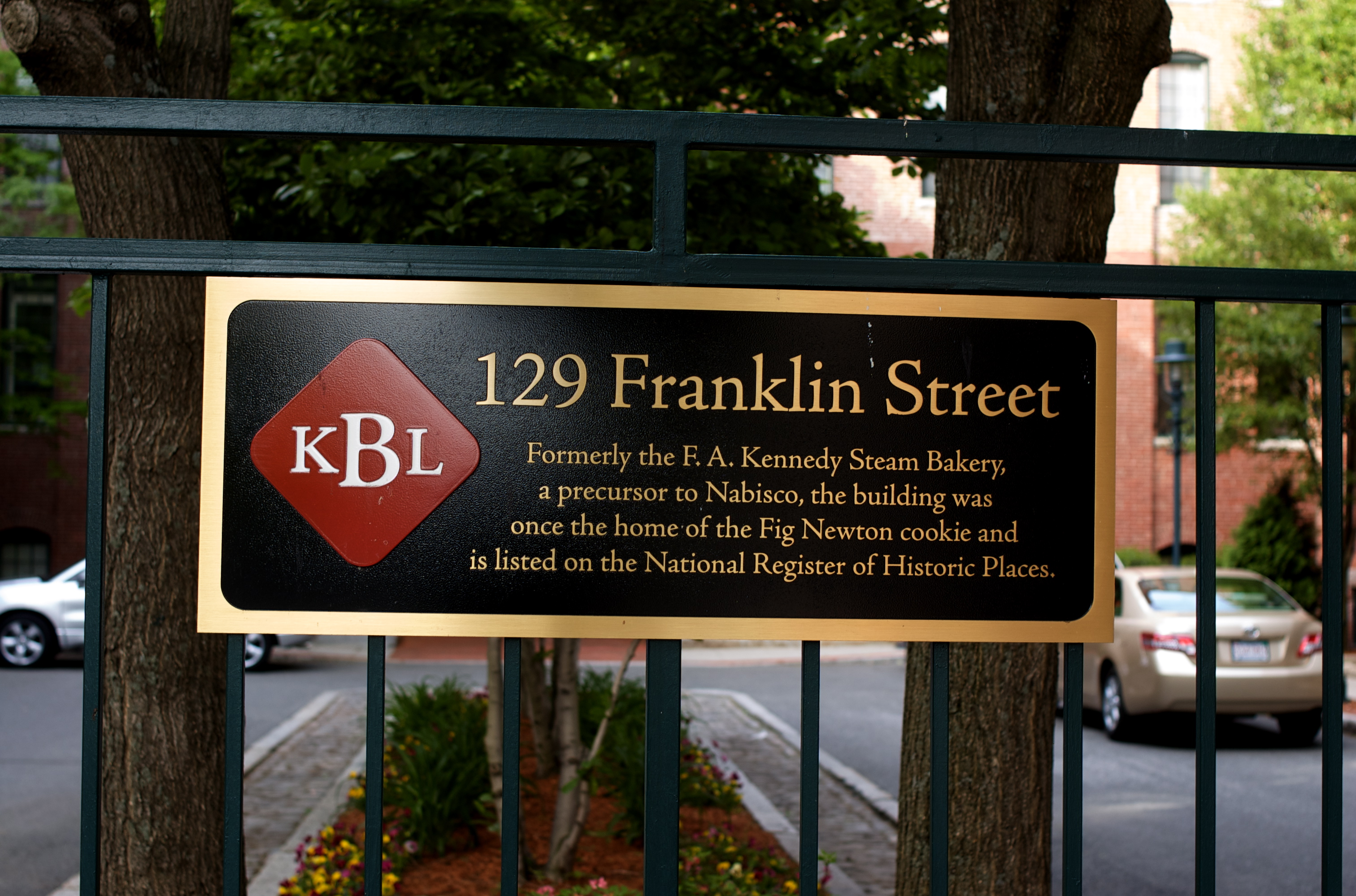
صحيفة معدنية خارج طريق فرانكلن 129 تُعرّف الموقع المتواجدة فيه على أنه مخبز ف. أ. كيندي البخاري.

مخبز ف. أ كيندي البخاري أو مخبز كيندي البخاري أو مخبز كيندي هو مخبز تاريخي يقع فيه طريق فرانكلن 129 في كامبريدج، ماساتشوستس، وهو أوّل مخبز أنتجتين النيوتن.

## التاريخ
أُنشئ المبنى عام 1875م. وعُرف بخبزه الأخباز والفطائر المتنوعة، من ضمنها تين نيوتن وبسكويت لورنا دون. اشترت شركة نابيسكو المخبز لاحقاً، وحوّلته إلى مبنىً سكني وجزء من حديقة الجامعة في جامعة ماساتشوستس. أضيف المبنى إلى قائمة المناطق التاريخية الوطنية في عام 1990م.

## وصلات خارجية
- موقع KBL Living للتعريف عن مواقع الجذب في كامبريدج.